# 夏巨膝蛛
夏巨膝蛛（学名：Opopaea sharakui）为卵形蛛科巨膝蛛属的动物。分布于日本以及中国大陆的浙江等地。该物种的模式产地在日本。